# (968) Петуния
968 Петуния (968 Petunia) — астероид главного пояса, открытый 24 ноября 1921 года. Имеет спектральный класс S.
Астероид назван в честь цветка петуния. Перед присвоением имени носил название (968) 1921 KW.